# Nikolái Zheleznov
Nikolái Ivánovich Zheleznov ( * 28 de octubre de  1816 — 15  de enero de  1877 San Petersburgo) fue un botánico y agrónomo ruso.
Obtiene su maestría en 1840 por О развитии цветка и яичка у Tradescantia virginica L. (Sobre el desarrollo de la flor y el óvulo de ...) y en 1842 el grado de doctor. Fue el Primer director de la Universidad Estatal Rusa de Agricultura.

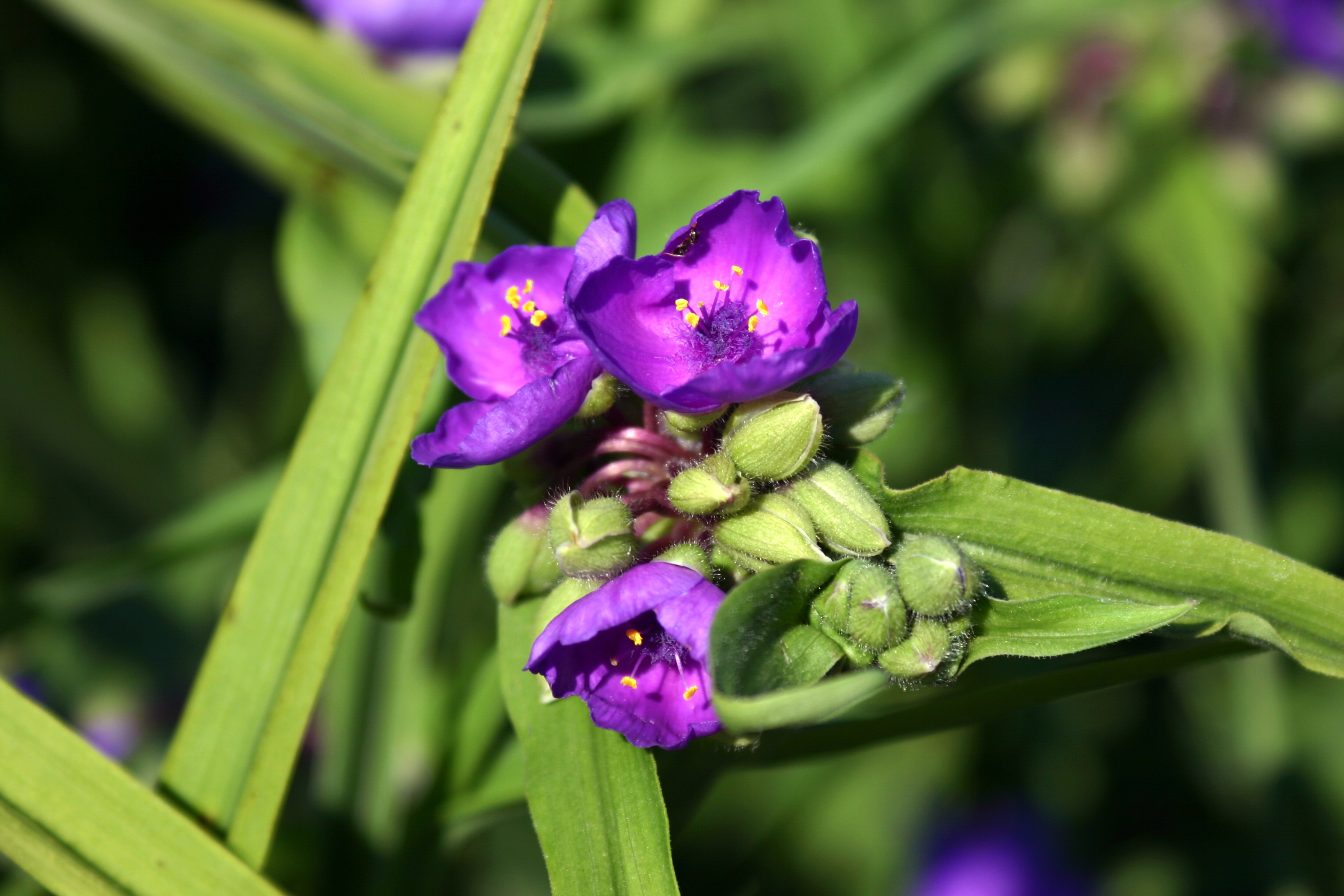
Tradescantia virginica

Poseía habilidades artísticas.

## Algunas publicaciones
- «О происхождении зародыша и теориях происхождения растений» 1842
- «Sur l’embryogénie du mélèze» («Bull.-Soc. Nat.» Моscú, 1849
- «Recherches sur la quantité et la répartition de l’eau dans la tige des plantes»  1875
- «Метеорологические наблюдения в деревне Наронове»  1854—1862
- «О распространении белого трюфеля в России» («Вестник Общества садоводов» 1873
- «О разведении хмеля в средней России»  1851
- «Хмелеводство в Гуслицах»  1876

## Honores

### Epónimos
- Geleznowia verrucosa Turcz.[2]